# Factoria Blasco
La Factoria Blasco fa referència al grup de dibuixants catalans de còmics integrada pels germans Blasco: Jesús Blasco, Pili Blasco, Alexandre Blasco i Adrià Blasco, on destacava especialment el germà major Jesús, iniciador de la saga. Sembla que els germans Blasco, sovint treballaven en equip i en alguns dels còmics atribuïts a un, hi ha participació dels altres germans.

## Homenatges
- 2002 - Factoria Blasco. Exposicó dedicada als treballs de la Factoria Blasco: Jesús (1919-1995), Pili (1921-1992), Alejandro (1928-1988), Adrià (1931-2000) i August (1939). Lloc: Fundació Caixa Manresa (Manresa).[1]
- 2002 - La Factoria Blasco. Exposició retrospectiva dedicada a l'anomenada Factoria Blasco, que englobà les obres dels quatre germans Blasco (Jesús, Alejandro, Adrián i Pili). La mostra va exposar còmic infantil, d'aventures i d'obres considerades clàssiques del còmic espanyol. Organitzada en el marc de les activitats de la 20a edició del Saló Internacional del Còmic de Barcelona (del dijous 9 al diumenge 12 de maig de 2002). Lloc: Estació de França (Barcelona).[2]
- 2002 - El silenci dels mites. Còmics originals dels germans Blasco. Exposició organitzada per l'Ajuntament de L'Escala. Lloc: L'Escala.[3]